# Saint John (Dominica)
Saint John é uma paróquia de Dominica.
O rio Picard, um dos principais de Dominica, percorre todo o seu trajeto dentro da paróquia de Saint John. Ele nasce na região montanhosa do interior da ilha e deságua na costa oeste, no Mar do Caribe, ao sul da cidade de Glanvillia.

## Principais cidades
- Glanvillia
- Portsmounth